# Scheidegg

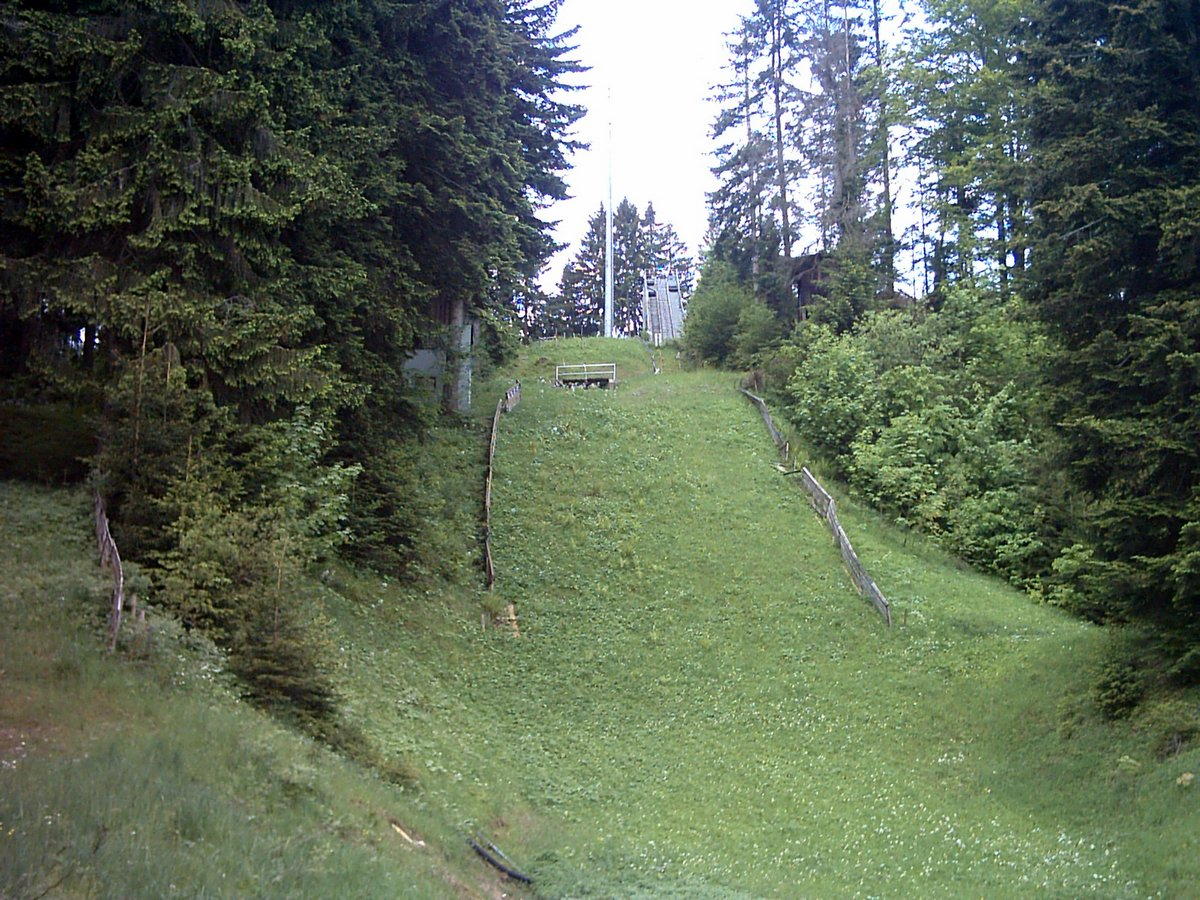
Ski-jumping ramp Felsenschanze

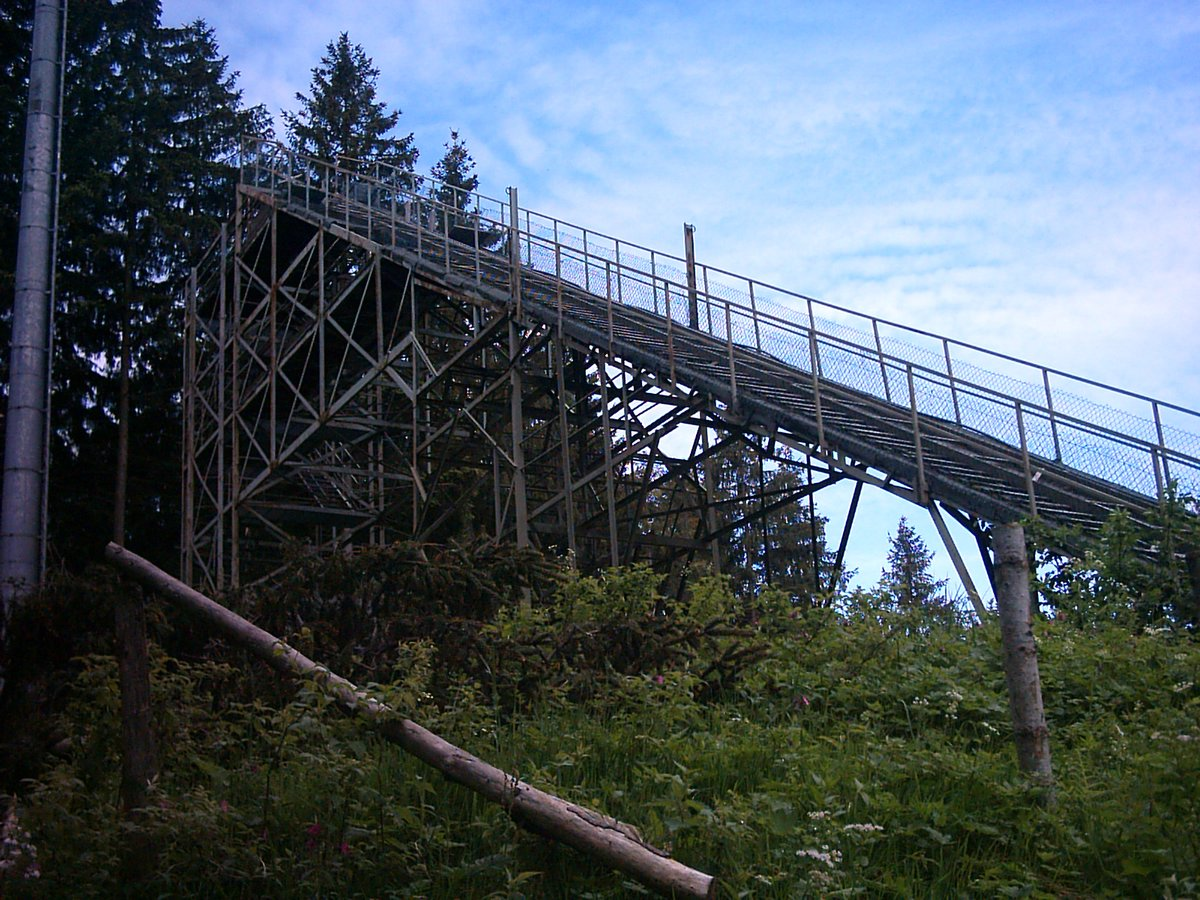
close-up view of the inrun, Felsenschanze

Scheidegg là một đô thị thuộc huyện Lindau trong bang Bayern nước Đức. Đây là một khu vực nghỉ dưỡng với spa trị liệu Kneipp.
Đô thị này nằm ở vùng Westallgäu. Đô thị Scheidegg gồm thị trấn Scheidegg và các khu vực dân cư Scheffau và Lindenau. Về phía tây và nam, đô thị này giáp Bregenzerwald, thuộc bang Vorarlberg.

## Cư dân nổi bật
- Tobias Steinhauser, cua rơ